# Virginia Dale
Pour les articles homonymes, voir Dale.
Virginia Dale, née Virginia Paxton le 1er juillet 1917 dans la ville de Charlotte en Caroline du Nord et morte le 3 octobre 1994 à Burbank en Californie, est une actrice et danseuse américaine.

## Biographie
Elle nait à Charlotte en Caroline du Nord en 1917. Alors qu'elle se produit comme danseuse au sein du groupe Paxton Sisters à New York, elle est remarquée par le producteur Darryl F. Zanuck qui lui fait signer un contrat avec la 20th Century Fox.
Elle débute au cinéma en 1938 dans la comédie musicale No Time to Marry (en) de Harry Lachman avec pour partenaires Richard Arlen, Mary Astor et Lionel Stander. Après un petit rôle dans la comédie romantique Start Cheering d'Albert S. Rogell, elle obtient en 1939 l'un des rôles principaux du film policier Death of a Champion (en) de Robert Florey avec Lynne Overman pour partenaire. Dans la comédie La Ronde des pantins (Idiot’s Delight) de Clarence Brown, elle est l'une des danseuses de la troupe de Clark Gable.
Elle est ensuite à l'affiche de la comédie Deuxième à gauche (All Women Have Secrets) de Kurt Neumann puis d'un second film policier réalisé par Florey, Parole Fixer (en). Elle participe ensuite à la comédie Love Thy Neighbor (en) de H. Bruce Humberstone et apparaît dans plusieurs films se déroulant dans l'univers du monde du spectacle, comme Dancing on a Dime de Joseph Santley, Love Thy Neighbor (en) de Mark Sandrich, Las Vegas Nights de Ralph Murphy ou Vedette à tout prix (Kiss the Boys Goodbye) de Victor Schertzinger.
En 1942, elle joue l'un des principaux rôles de la comédie musicale L'amour chante et danse (Holiday Inn) de Mark Sandrich aux côtés de Bing Crosby, Fred Astaire et Marjorie Reynolds.
Après un intermède causé par la Seconde Guerre mondiale, elle reprend le chemin des studios et joue dans des films à petits budgets. Elle apparaît en 1947 dans deux films noirs : Fall Guy de Reginald Le Borg et Dragnet (en) de Leslie Goodwins. Jack Conway la filme en réceptionniste d'Adolphe Menjou dans la comédie Marchands d'illusions (The Hucksters). En 1949, elle tourne dans le film policier Docks of New Orleans (en), la seconde réalisation des six films consacrés au détective Charlie Chan incarné par Roland Winters. Elle joue ensuite pour Lesley Selander dans la comédie Strike It Rich aux côtés de Bonita Granville, Rod Cameron et Don Castle (en).
Dans les années 1950, elle travaille principalement pour la télévision. Elle apparaît dans des épisodes de diverses séries télévisées avant de se retirer en 1958. Elle revient au début des années 1980 pour jouer quelques rôles secondaires.
Elle décède en 1994 à Burbank en Californie et est enterrée au cimetière Forest Lawn d'Hollywood Hills à Los Angeles.

## Filmographie

### Au cinéma
- 1938 : No Time to Marry (en) d'Harry Lachman
- 1938 : Start Cheering d'Albert S. Rogell
- 1939 : Death of a Champion (en) de Robert Florey
- 1939 : La Ronde des pantins (Idiot’s Delight) de Clarence Brown
- 1939 : Le Kid du Texas (The Kid from Texas) de S. Sylvan Simon
- 1939 : Deuxième à gauche (All Women Have Secrets) de Kurt Neumann
- 1940 : Parole Fixer (en) de Robert Florey
- 1940 : Buck Benny Rides Again de Mark Sandrich
- 1940 : The Quarterback (en) de H. Bruce Humberstone
- 1940 : Dancing on a Dime de Joseph Santley
- 1940 : Love Thy Neighbor (en) de Mark Sandrich
- 1941 : Las Vegas Nights de Ralph Murphy
- 1941 : The Singing Hill de Lew Landers
- 1941 : Vedette à tout prix (Kiss the Boys Goodbye) de Victor Schertzinger
- 1941 : World Premiere de Ted Tetzlaff
- 1942 : L'amour chante et danse (Holiday Inn) de Mark Sandrich
- 1943 : Headin' for God's Country de William Morgan
- 1947 : Fall Guy de Reginald Le Borg
- 1947 : Marchands d'illusions (The Hucksters) de Jack Conway
- 1947 : Dragnet (en) de Leslie Goodwins
- 1947 : Louisiana de Phil Karlson
- 1948 : Docks of New Orleans (en) de Derwin Abrahams (en)
- 1948 : Strike It Rich de Lesley Selander
- 1950 : Ma brute chérie (Love That Brute) d'Alexander Hall
- 1951 : Danger Zone de William Berke

### À la télévision

#### Téléfilm
- 1984 : His Mistress de David Lowell Rich

#### Séries télévisées
- 1951 : Les Aventures de Kit Carson (The Adventures of Kit Carson), deux épisodes
- 1955 : Buffalo Bill, Jr., un épisode
- 1956 : Annie Oakley, un épisode
- 1957 : Highway Patrol, un épisode
- 1957 : Code 3, un épisode
- 1957 : The Life and Legend of Wyatt Earp, deux épisodes
- 1983 : Bare Essence, un épisode
- 1985 : Nord et sud (North and South), un épisode
- 1987 : Nutcracker: Money, Madness & Murder